# G. P. Kanton Aargau
El G. P. Kanton Aargau (oficialmente:GP du canton d'Argovie; también llamado: GP Kanton Aargau-Gippingen) es una carrera ciclista de un día suiza. Es la más importante carrera de un día de su país tras la desaparición del Campeonato de Zúrich. 
Disputada por primera vez en 1964, desde la creación de los Circuitos Continentales UCI en 2005 forma parte del UCI Europe Tour, en la categoría 1.HC (máxima categoría de estos circuitos), hasta que en el 2010 descendió a la 1.1 para de nuevo ascender en el 2014. También ha tenido ediciones para amateurs.
En 2013 se creó una edición femenina amateur de 2 etapas pero con distinto nombre que la masculina (oficialmente: Radsporttage Gippingen) que se disputa dos días después que la masculina. En 2014 las dos etapas se dividieron creando dos carreras de un día por una parte una amateur con el nombre de Prólogo del Gran Premio Gippingen Femenino y por otra una profesional dentro de la categoría 1.2 (última categoría del profesionalismo) con el nombre de Gran Premio Gippingen Femenino. La amateur como su propio nombre indica se disputa primero y tiene menor kilometraje que la profesional (casi un tercio). Anteriormente ya se disputó otra carrera femenina de un día con el mismo nombre.
Como su nombre indica, se disputa en el Cantón de Argovia, sobre un circuito de unos veinte kilómetros con principio y final en la ciudad de Gippingen, en la comunidad de Leuggern.

## Palmarés

### Masculino
| Año  | Ganador               | Segundo               | Tercero                     |           |
| ---- | --------------------- | --------------------- | --------------------------- | --------- |
| 1964 | Jan Lauwers           | Georges Vandenberghe  | Sylvain Henckaerts          |           |
| 1965 | Jean Stablinski       | Dieter Kemper         | Werner Weber                |           |
| 1966 | Wilfried Peffgen      | Tom Simpson           | Dieter Kemper               |           |
| 1967 | Edward Sels           | Herman Vrancken       | Giampiero Macchi            |           |
| 1968 | Willy Vekemans        | Etienne Buysse        | Pierre Vreys                |           |
| 1969 | Walter Godefroot      | Erich Spahn           | Jean Ronsmans               |           |
| 1970 | Eric De Vlaeminck     | Frans Kerremans       | Maurice Dury                |           |
| 1971 | Michel Périn          | Jean-Pierre Berckmans | Wim Prinsen                 |           |
| 1972 | Georges Pintens       | Karl-Heinz Muddemann  | Arthur van de Vijver        |           |
| 1973 | Marino Basso          | Herman Van Springel   | Alessio Peccolo             |           |
| 1974 | Giacinto Santambrogio | Marcello Osler        | Martín Emilio Rodríguez     |           |
| 1975 | Andre Dierickx        | Dietrich Thurau       | Valerio Lualdi              |           |
| 1976 | Roy Schuiten          | Jan Raas              | Pol Verschuere              |           |
| 1977 | Dietrich Thurau       | Michel Pollentier     | Roland Salm                 |           |
| 1978 | Simone Fraccaro       | Paul Wellens          | Francesco Moser             |           |
| 1979 | Giuseppe Saronni      | Claudio Torelli       | Paul Wellens                |           |
| 1980 | Patrick Pevenage      | Willy Teirlinck       | Piet van Katwijk            |           |
| 1981 | Daniel Gisiger        | Philippe Vandeghinste | Luciano Rui                 |           |
| 1982 | Jacques Hanegraaf     | Adrie van der Poel    | Luc Govaerts                |           |
| 1983 | Siegfried Hekimi      | Bernard Gavillet      | Daniel Gisiger              |           |
| 1984 | Ferdi van den Haute   | Jozef Lieckens        | Pierino Gavazzi             |           |
| 1985 | Urs Freuler           | Erich Maechler        | Giuseppe Martinelli         |           |
| 1986 | Frank Hoste           | Peter Stevenhaagen    | Gilbert Glaus               |           |
| 1987 | Adrie van der Poel    | Frans Maassen         | Othmar Haefliger            |           |
| 1988 | Arjan Jagt            | Flavio Chesini        | Frank Hoste                 |           |
| 1989 | Paolo Rosola          | Urs Freuler           | Stefan Joho                 |           |
| 1990 | Adrie van der Poel    | Werner Wüller         | Carlo Bomans                |           |
| 1991 | Sammie Moreels        | Etienne De Wilde      | Rudy Verdonck               |           |
| 1992 | Uwe Ampler            | Dominique Arnould     | Dante Rezze                 |           |
| 1993 | Gianni Bugno          | Claudio Chiappucci    | Prudencio Induráin          |           |
| 1994 | Pascal Richard        | Armand de Las Cuevas  | Rudy Verdonck               |           |
| 1995 | Pascal Richard        | Arvis Piziks          | Steffen Wesemann            |           |
| 1996 | Fabrizio Guidi        | Abraham Olano         | Bjarne Riis                 |           |
| 1997 | Udo Bölts             | Andréi Chmil          | Dmitri Konyschew            |           |
| 1998 | Michele Bartoli       | Serguéi Ivanov        | Oscar Camenzind             |           |
| 1999 | Romāns Vainšteins     | Gabriele Missaglia    | Gorazd Stangelj             |           |
| 2000 | Steffen Wesemann      | Stefano Garzelli      | Laurent Dufaux              |           |
| 2001 | Karsten Kroon         | Alberto Elli          | Jakob Piil                  |           |
| 2002 | Giuseppe Palumbo      | Alberto Ongarato      | Paolo Lanfranchi            |           |
| 2003 | Martin Elmiger        | Paolo Bettini         | Serguéi Ivanov              |           |
| 2004 | Matteo Tosatto        | Markus Zberg          | Martin Elmiger              |           |
| 2005 | Alexandre Moos        | Jan Ullrich           | Marcel Strauss              |           |
| 2006 | Beat Zberg            | Nick Nuyens           | Grégory Rast                |           |
| 2007 | John Gadret           | Raffaele Ferrara      | Tomasz Marczynski           |           |
| 2008 | Lloyd Mondory         | Martin Elmiger        | Thomas Lövkvist             |           |
| 2009 | Peter Velits          | Ben Hermans           | Heinrich Haussler           |           |
| 2010 | Kristof Vandewalle    | Emanuele Sella        | Heinrich Haussler           |           |
| 2011 | Michael Albasini      | Giovanni Visconti     | Stefan Schumacher           |           |
| 2012 | Serguéi Lagutín       | Vladímir Gúsev        | Georg Preidler              |           |
| 2013 | Michael Albasini      | Jonathan Hivert       | Marco Frapporti             |           |
| 2014 | Simon Geschke         | Silvan Dillier        | Jérôme Baugnies             |           |
| 2015 | Alexander Kristoff    | Michael Albasini      | Davide Appollonio           |           |
| 2016 | Giacomo Nizzolo       | Andrea Pasqualon      | David Tanner                |           |
| 2017 | Sacha Modolo          | John Degenkolb        | Niccolò Bonifazio           |           |
| 2018 | Alexander Kristoff    | Francesco Gavazzi     | Marco Canola                |           |
| 2019 | Alexander Kristoff    | Andrea Pasqualon      | Reinardt Janse van Rensburg |           |
| 2020 | cancelada             | cancelada             | cancelada                   | cancelada |
| 2021 | Ide Schelling         | Rui Alberto Costa     | Esteban Chaves              |           |
| 2022 | Marc Hirschi          | Maximilian Schachmann | Andreas Kron                |           |
| 2023 | Thibau Nys            | Marc Hirschi          | Pello Bilbao                |           |
| 2024 | Maxim Van Gils        | Alberto Bettiol       | Roger Adrià                 |           |

### Femenino
En amarillo: edición amateur.
| Año                                         | Ganadora              | Segunda         | Tercera          |
| ------------------------------------------- | --------------------- | --------------- | ---------------- |
| Radsporttage Gippingen (carrera por etapas) |                       |                 |                  |
| 2013                                        | Dalia Muccioli        | Doris Schweizer | Georgia Williams |
| Prólogo del Gran Premio Gippingem Femenino  |                       |                 |                  |
| 2014                                        | Katarzyna Niewiadoma  | Lotta Lepistö   | Simona Frapporti |
| Gran Premio Gippingem Femenino              |                       |                 |                  |
| 2014                                        | Katarzyna Niewiadoma  | Eugenia Bujak   | Roxane Knetemann |
| 2015                                        | Helena Anouska Koster | Edwige Pitel    | Thalita De Jong  |

## Victorias por países
| País           | Victorias |
| -------------- | --------- |
| Bélgica        | 14        |
| Italia         | 12        |
| Suiza          | 11        |
| Países Bajos   | 7         |
| Alemania       | 6         |
| Francia        | 4         |
| Noruega        | 3         |
| Eslovaquia     | 1         |
| Uzbekistán     | 1         |
| Letonia        | 1         |
| Estados Unidos | 1         |

| País         | Victorias |
| ------------ | --------- |
| Polonia      | 2         |
| Italia       | 1         |
| Países Bajos | 1         |